# Friedrich Wilhelm Grund (Komponist)

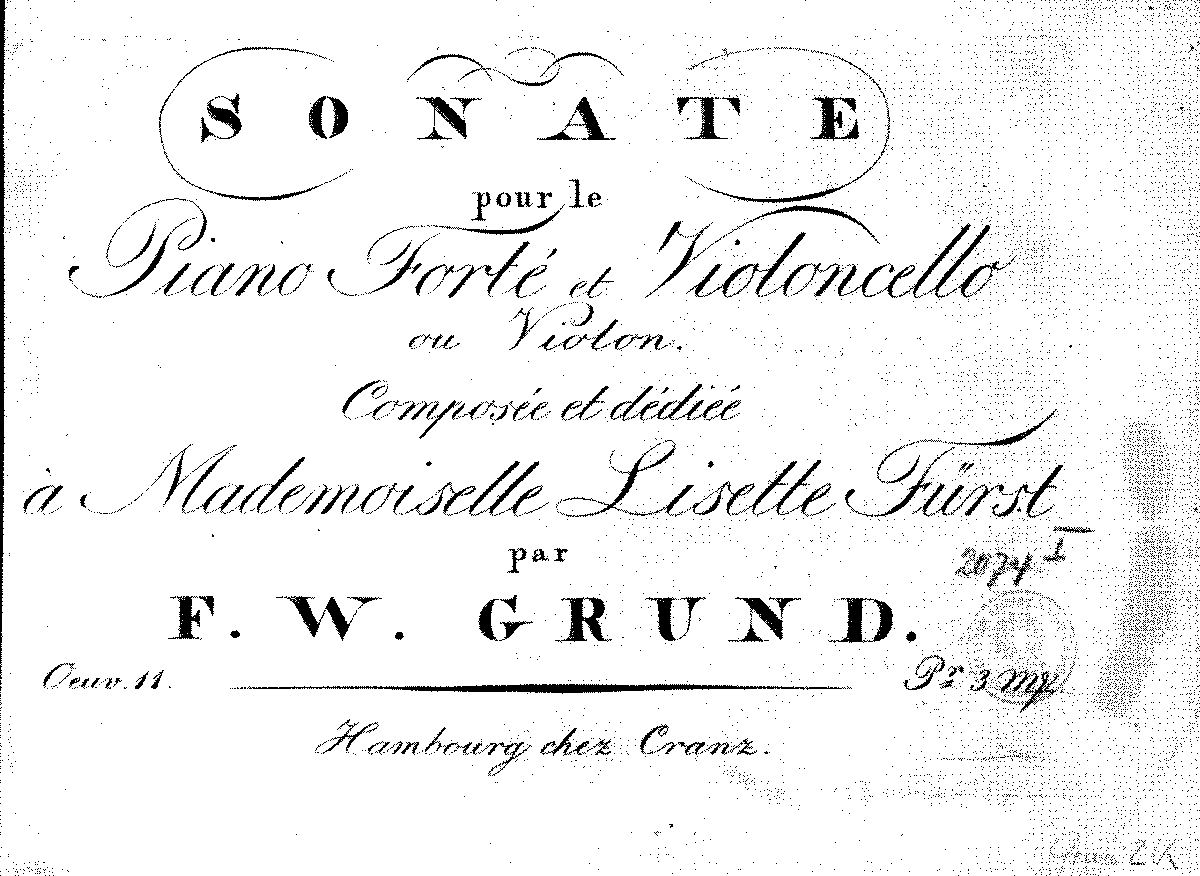
Titelblatt der Sonate pour le piano forté et violoncello ou violon, oeuv. 11, gedruckt um 1820, gewidmet Lisette Fürst

Friedrich Wilhelm Grund (* 7. Oktober 1791 in Hamburg; † 24. November 1874 ebenda) war deutscher Komponist, Dirigent und Musiklehrer.

## Leben
Friedrich Wilhelm Grund wurde als Sohn des Musikpädagogen Georg Friedrich Grund und der Christiane Eleonore Steinert geboren. Bei seinem Vater erlernte er das Spielen von Klavier, Violine, Violoncello und Kontrabass. Auch beim Stadtkantor Christian Friedrich Gottlieb Schwencke bekam er Unterricht.
Aufgrund eines Nervenleidens an der rechten Hand musste er 1819 seine Laufbahn als aktiver Musiker beenden und arbeitete von da an als Komponist, Dirigent und Musiklehrer. Im gleichen Jahr gründete er zusammen mit Jacob Steinfeldt (1788–1869, ebenfalls ein Schüler Schwenckes) die Gesellschaft der Freunde des religiösen Gesangs (die spätere Hamburger Singakademie). Er leitete 34 Jahre lang die 1828 als Verein zur Aufführung von Winterkonzerten gegründete Philharmonische Gesellschaft. Grund gehörte 1847 zu den Mitbegründern des Hamburger Tonkünstlervereins.
Seine Geschwister waren ebenfalls Musiker, bekannt wurden seine Schwestern Christiane Sengstack (1783–1867, Pianistin und Sängerin) und Henriette (Pianistin und Sängerin) sowie sein Bruder Eduard (1802–1871, Kapellmeister zu Meiningen).
1902 erfolgte dem Komponisten zu Ehren die Benennung der Grundstraße im Hamburger Stadtteil Eimsbüttel.

## Werke
- Quartett für das Pianoforte, Violine, Bratsche und Violoncello, op. 5 (Streicherfassung von op. 8)
- Quintett für Piano Oboe, Klarinette Horn und Fagott, op. 8 - Komp. Hamburg 1816 (Musica Aeterna Verlag)
- Violinsonate, op. 9
- Sonate für Klavier und Violoncello oder Violine, op. 11
- Grande Sonate, op. 13 (Cellosonate)
- Quartett für Pianoforte, Violine, Viola und Violoncello, op. 13
- Grande Polonaise, op. 14
- 12 Große Etüden, op. 21
- Grand Divertissement, op. 23 (Divertimento, für vierhändiges Klavier und Violoncello oder Violine oder Flöte)
- Introduction et rondeau, op. 25 (Klavier)
- Trio de salon, op. 27
- verschiedene Kantaten anlässlich Säkularfeiern, Einweihungen, Jubiläen:[3]
  - Cantate bei der Einweihung der neuen hamburgischen Gymnasial-, Schul- u. Bibliothek-Gebäude am 5. und 7. Mai 1840 (Text: Wilhelm Nikolaus Freudentheil)
  - Cantate zu der dritten Säcular-Feyer des Hamburgischen Johanneums am 24. May 1829
  - Cantate zu der dritten Säcularfeier des Verfassungsbundes: Hamburg, am Michaelistage 1828
  - Cantate bei der Einweihung der neuen Börse in Hamburg, am 2. December 1841
  - Cantate zur fünf und zwanzigj. Amtsjubelfeier d. Hochw. H. August Jacob Rambach, Theol. D. U. Sen. D. Hamb. Ministerii, als Hauptpastor zu St. Michaelis, am Sonntage Laetare, d. 17. März 1844
- verschiedene Lieder, auch nach Texten von Heinrich Heine, Johann Wolfgang von Goethe
- Die Burg Falkenstein (Romantische Oper in 5 Akten, Uraufführung: 29. November 1825 in Hamburg, verschollen)
- Caroline Pichler (Oper, unaufgeführt)
- Mathilde (Große heroische Oper in 3 Akten)
- Die Auferstehung und Himmelfahrt Jesu. Eine Geistliche Cantate von K. W. Ramler in Musik gesetzt von Fr. W. Grund. (Oratorium, Uraufführung: 17. November 1823 in der St.-Michaelis-Kirche, Hamburg)[4]